# Benson, Vermont
Benson är en ort i Rutland County i delstaten Vermont, USA.